# 스콜라 루터 그리스도론
스콜라 루터 그리스도론(Scholastic Lutheran Christology)은 루터 스콜라주의의 방법론을 사용하여 개발된, 예수 그리스도의 정통 루터교의 신학이다.

## 같이 보기
- 엑스트라 칼비니스티쿰

 본 문서에는 현재 퍼블릭 도메인에 속한 Schaff-Herzog Encyclopedia of Religious Knowledge 1914의 내용을 기초로 작성된 내용이 포함되어 있습니다. 